# PGZ-09
O Type 09 (designação militar da China: PGZ-09, anteriormente PGZ-07) é uma artilharia autopropulsada antiaérea atualmente operada pela Força Terrestre do Exército de Libertação Popular.

## Descrição
O sistema consiste em um chassis semelhante ao PLZ-05, também operado pela Força Terrestre do Exército de Libertação Popular, e uma torre equipada com dois canhões de 35 mm e/ou lançadores de mísseis superfície-ar. Em si, conta completamente com uma blindagem de aço soldado capaz de suportar projéteis de armas leves e estilhaços.

### Capacidade antiaérea
Com canhões capazes de disparar projéteis alto explosivo incendiários, com ou sem rastro, e também munições para treinamento, foi projetado para enfrentar ameaças aéreas rápidas mas de baixa altitude, como aviões, helicópteros, VANTs, até mesmo mísseis de cruzeiro.
Vem equipado com um radar de rastreamento na frente da torre e outro de vigilância na parte traseira, além de um sistema de controle de disparo, uma câmara de visão diurna/noturna, um telêmetro a laser ao lado do radar de rastreamento e um sistema de visão eletro-ótica acima.

## Operadores
Força Terrestre do Exército de Libertação Popular
- 123ª Divisão de Infataria Mecanizada[4]

#### Sistemas semelhantes
- Gepard (Alemanha)
- 2K22 Tunguska (União Soviética)
- ZSU-23-4 Shilka (União Soviética)
- Pantsir-S1 (Rússia)

#### Páginas relacionadas
- Defesa antiaérea
- Artilharia autopropulsada